# Jumbo (album)
Jumbo è il primo album dei Jumbo, pubblicato dalla Philips Records nel 1972.

## Tracce
Lato A
1. Oggi sarò là – 5:22 (A. Lo Vecchio, G.M. Ferilli, A. Fella)
2. E se dopo tu mi amassi – 4:31 (A. Fella)
3. Lei non conta niente – 3:32 (A. Fella)
4. Che senso ha – 5:22 (A. Lo Vecchio)

Durata totale: 18:47
Lato B
1. Dio è – 5:09 (A. Fella, A. Lo Vecchio, A. Fella)
2. Amore sono qua – 4:50 (A. Fella, A. Lo Vecchio, A. Fella)
3. La strada che porta al fiume – 3:22 (A. Fella, A. Lo Vecchio, A. Fella)
4. Artista – 3:48 (A. Lo Vecchio, G.M. Ferrilli)
5. Ho visto piangere – 1:51 (A. Fella, A. Lo Vecchio, A. Fella)

Durata totale: 19:00

## Musicisti
- Alvaro Fella (Jumbo) - voce, chitarra acustica, percussioni
- ''Pupo'' Bianchini - chitarra elettrica (con e senza archetto), chitarra acustica
- ''Samuel'' Conte - tastiere, voce
- Dario Guidotti - flauto, armonica, chitarra acustica, voce
- Aldo Gargano - basso, chitarra elettrica
- Vito Balzano (Juarak) - batteria, percussioni, aggeggi, voce

Note aggiuntive
- Edizioni Alfiere - produzione
- Silvio Crippa - realizzazione
- Ezio De Rosa - tecnico del suono[2]